# Wiązka wektorowa
Wiązka wektorowa – przestrzeń topologiczna z dołączoną przestrzenią wektorową w każdym punkcie w taki sposób, że całość tworzy także przestrzeń topologiczną.
Wiązkę wektorową można rozważać również nad rozmaitością różniczkową. Wtedy wymaga się by była ona rozmaitością różniczkową (a nie tylko przestrzenią topologiczną).

## Definicja formalna
{\displaystyle (E,M,\pi )} jest wiązką wektorową nad rozmaitością różniczkową {\displaystyle M} jeśli:
1. {\displaystyle E} jest rozmaitością różniczkową,
2. {\displaystyle \pi :E\to M} jest ciągłą suriekcją (zwaną kanoniczną projekcją),
3. każde włókno {\displaystyle E_{p}=\pi ^{-1}(\{p\})} ma strukturę przestrzeni liniowej nad {\displaystyle \mathbb {R} ,}
4. dla każdego punktu rozmaitości {\displaystyle M} istnieją jego otoczenie {\displaystyle U\subset M} oraz liczba naturalna {\displaystyle n,} takie że {\displaystyle \pi ^{-1}(U)} jest dyfeomorficzny z {\displaystyle U\times \mathbb {R} ^{n}} za pomocą dyfeomorfizmu {\displaystyle \Phi _{U}:U\times \mathbb {R} ^{n}\to \pi ^{-1}(U),} takiego że {\displaystyle \pi \circ \Phi _{U}} jest rzutowaniem na pierwszą współrzędną w iloczynie kartezjańskim {\displaystyle U\times \mathbb {R} ^{n}.}

## Przykłady
- Wiązka styczna i wiązka kostyczna są przykładami wiązki wektorowej.
- Iloczyn kartezjański {\displaystyle \mathbb {R} ^{n}\times M} z naturalną projekcją i naturalną strukturą różniczkową jest wiązką wektorową zwaną trywialną wiązką wektorową.